# Džafer Kulenović
Dr. Džafer Kulenović (Kulen Vakuf, 17. veljače 1891. – Damask, 3. listopada 1956.), poznat kao Džafer-beg Kulenović, bio je 
bosanskohercegovački i hrvatski političar i pravnik u Kraljevini SHS i Nezavisnoj Državi Hrvatskoj. Poznat kao istaknuti član i predsjednik Jugoslavenske muslimanske organizacije (JMO) te kasnije visokorangirani političar i potpredsjednik Vlade
Nezavisne Države Hrvatske.

## Životopis

### Rani život i školovanje
Džafer Kulenović rodio se u Kulen Vakufu 1891. godine. Rodio se na posjedu svoga djeda, od oca Muhamedbega Kulenovića i majke Meleće. Pučku školu polazi u Kulen Vakufu od 1898. do 1901. godine a gimnaziju je pohađao u Sarajevu i Tuzli od 1901. do 1905. godine. 1905. godine, dva mjeseca prije mature, izbačen je iz škole zbog sukoba sa skupinom gimnazijalaca srpskih nacionalista. Maturira u Mostaru 1909. godine. Na medicinski fakultet upisao se 1910. godine u Beču, ali se zbog lošeg zdravlja vraća u Zagreb gdje završava i doktorira pravo. Već u Beču aktivan je među tamošnjom hrvatskom pravaškom mladeži te je izabran za predsjednika starčevićanskog sveučilišnog društva "Sviest".

### Djelatnost u Kraljevstvu SHS i Kraljevini Jugoslaviji
Nakon stvaranja Kraljevstva SHS, 1919. godine pristupa Jugoslavenskoj muslimanskoj organizaciji (JMO) i postaje narodni zastupnik. Godine 1920. bio je izabran u Ustavotvornu skupštinu Kraljevstva SHS. Bio je medu rijetkima koji su glasovali protiv Vidovdanskog ustava 1921. godine. To čini unatoč uputama svoje stranke govoreći: "Provedite slobodne izbore i vidjet će te da je Bosna Hrvatska". 1921. godine u Skupštini prosvjeduje u zbog četničkog pokolja 200 muslimana u Sandžaku. Kad se JMO podijelio na centralističku (pro-srbijansku) i autonomašku listu opredjeljuje se za autonomaše. Ta lista na kojoj se i sam nalazio, na izborima za narodnu skupštinu 1923. godine porazila je pro-srbijansku listu JMO. Za vrijeme diktature potajno pristupa ustaškom pokretu. Jedan je od idejnih začetnika "Sarajevskih punktacija" 1933. godine, u kojima JMO osuđuje diktaturu i velikosrpske težnje prema BiH, zahtijevajući samoupravu. 29. srpnja 1939. godine izabran je za predsjednika JMO. Budući da je JMO bila u sastavu JRZ, nastojao je da stranka ne prestane organizacijski postojati što dovodi do rascjepa JRZ. Zabilježena je u tisku njegova izjava "Gospodo, ja sam Hrvat i hrvatski nacionalist...i ne samo da sam ja Hrvat i hrvatski nacionalist nego su bosanski muslimani kao cjelina Hrvati, dio hrvatskog naroda". U Cvetkovićevoj, a kasnije u Simovićevoj vladi (1939. – 1941.) bio je ministar. No, bio je protiv podjele Bosne i Hercegovine prema sporazumu Cvetković-Maček, a odlučno se protivio priključenju dijelova BiH koji nisu ušli u Banovinu Hrvatsku u tzv. srpske zemlje.

### Nezavisna Država Hrvatska
Uoči proglašenja NDH u travnju 1941. godine nije napustio zemlju kao većina članova vlade Kraljevine Jugoslavije već na čelu delegacije predstavnika JMO posjećuje Antu Pavelića izrazivši potporu NDH. 7. studenoga 1941. godine imenovan je potpredsjednikom Vlade NDH. Na tom položaju zamijenio je svojega brata Osmana. Primivši svoje dužnosti zastupa interese muslimanskog pučanstva u NDH. Privremano preuzima i vodi Ministarstvo pravosuđa i bogoštovlja od 23. kolovoza 1943. do konca 1943. godine. Živi i radi u Zagrebu sve do sloma NDH 6. svibnja 1945. godine, kada se s ostalim članovima vlade i dužnosnicima NDH povlači u Austriju.

### Emigracija i smrt
Englezi ga uhićuju 17. svibnja 1945. godine te je sproveden u logor Spittal na Dravi, dan nakon što je skupina članova Vlade iz tog logora bila izručena Jugoslaviji. To zakašnjenje mu je spasilo život. U rujnu 1945. godine bježi iz bolnice u Villachu i odlazi u Rim. Kasnije odlazi u Tursku gdje nakon kraćeg boravka 22. veljače 1948. godine odlazi s obitelji u Damask, u Siriju. Surađivao je u više hrvatskih publikacija, od Hrvatske revije i Godišnjaka hrvatskog domobrana do Drine, Hrvatske i Danice, zalažući se za jedinstvo Hrvata katolika i muslimana. U Hrvatskoj reviji, 1952. godine, objavljuje Razmatranja, članak o Prvom i Drugom svjetskom ratu i o komunizmu (Sv. 1., str. 26. – 28.).
Godine 1951. postaje predsjednikom Hrvatske državne vlade u emigraciji.
Umro je 3. listopada 1956. godine u Damasku.

## Djela
- A Message of Croat-Moslems to their religious brethren in the World, Chicago, 1951., (prijetisak, A Message from Croat Moslems to their Religious Brethren in the World, Createspace, 2011.)
- Džafer Kulenović, Sabrana djela, 1945. – 1956., Buenos Aires, 1978. (priređivači: Jere Jareb, Stjepan Barbarić, Miron Krešimir Begić, Ragib Zukić)
- Izbor iz djela: članci i rasprave, Uzdanica, Zagreb, 1992.[4]